# Dinis Almeida
 (octobre 2022).
Si vous disposez d'ouvrages ou d'articles de référence ou si vous connaissez des sites web de qualité traitant du thème abordé ici, merci de compléter l'article en donnant les références utiles à sa vérifiabilité et en les liant à la section « Notes et références ».
Dinis Almeida, né le 28 juin 1995 à Esposende dans le district de Braga au Portugal, est un footballeur portugais évoluant au poste de défenseur au Ludogorets Razgrad.

## Carrière en club
Almeida commence en équipe de jeunes dans le club de Marinhas de 2005 à 2011, ensuite il rejoint le club de Varzim SC de 2011 à 2013, par la suite il s'engage avec le club du GD Joane en 2013.
Il fait ses débuts en équipe première pendant la saison 2013-2014 au GD Joane.
Almeida part ensuite pour deux ans en Segunda División B au Reus Deportiu. À l'été 2016, il signe dans le club monégasque de l'AS Monaco où il est immédiatement prêté au CF Os Belenenses en première division portugaise.
Il fait ses débuts avec le club portugais le 27 août en montant à la 46e minute contre le CD Tondela.
Le 31 août 2017, alors qu'il appartient toujours à l'AS Monaco, Dinis est prêté au SC Braga où il évolue en équipe réserve. La saison suivante, il est prêté au club grec du Xanthi FC. Il y marque son premier but le 17 août 2019.
Ensuite, il signe dans le club bulgare du Lokomotiv Plovdiv. Lors de la saison 2019-2020, il remporte la coupe de Bulgarie et la Supercoupe de Bulgarie en 2020.
Le 9 juillet 2021, il signe à l'Antwerp avec un contrat portant jusqu'au 30 juin 2024.

## Statistiques[2]

### Championnat
| Saisons     | Équipes       | Compétitions | J.  | B. | p.d. | CJ. | CR. |
| ----------- | ------------- | ------------ | --- | -- | ---- | --- | --- |
| 2016 - 2017 | BSAD*         | Ligua NOS    | 6   | 1  | 0    | 0   | 0   |
| 2017 - 2018 | Braga B       | Liga PRO     | 24  | 2  | 0    | 3   | 0   |
| 2018 - 2019 | Xanthi FC     | Super Ligue  | 21  | 2  | 0    | 6   | 1   |
| 2019 - 2020 | Lok. Plovdiv  | Parva Liga   | 23  | 3  | 0    | 3   | 0   |
| 2020 - 2021 | Lok. Plovdiv  | Parva Liga   | 30  | 4  | 0    | 8   | 0   |
| 2021 - 2022 | R. Antwerp FC | Pro League   | 24  | 0  | 0    | 4   | 0   |
| 2022 - 2023 | R. Antwerp FC | Pro League   | 2   | 0  | 0    | 0   | 0   |
| Total       | Total         | Total        | 130 | 12 | 0    | 24  | 1   |

* BSAD ou B-SAD fusion entre le Os.Belenenses et Belenenses SAD prononcé en juillet 2018.

### Coupes nationales
| Saisons     | Équipes      | Compétitions            | J. | B. | p.d. | CJ. | CR. |
| ----------- | ------------ | ----------------------- | -- | -- | ---- | --- | --- |
| 2015 - 2016 | Reu Deportiu | Coupe du Roi            | 1  | 0  | 0    | 0   | 0   |
| 2016 - 2017 | BSAD         | Coupe de la Ligue       | 1  | 1  | -    | 0   | 0   |
| 2016 - 2017 | BSAD         | Coupe du Portugal       | 1  | 0  | -    | 0   | 0   |
| 2018 -2019  | Xanthi FC    | Coupe de Grèce          | 1  | 0  | 0    | 0   | 0   |
| 2019 - 2020 | Lok. Plovdiv | Coupe de Bulgarie       | 5  | 1  | -    | 0   | 0   |
| 2020        | Lok. Plovdiv | Super Coupe de Bulgarie | 1  | 0  | 0    | 0   | 0   |
| 2021 - 2021 | Lok. Plovdiv | Coupe de Bulgarie       | 1  | 0  | 1    | 0   | 0   |
| Total.      | Total.       | Total.                  | 11 | 2  | 1    | 0   | 0   |

### Coupes internationales
| Saisons     | Équipes      | Compétitions     | J. | B. | p.d. | CJ. | CR. |
| ----------- | ------------ | ---------------- | -- | -- | ---- | --- | --- |
| 2020 - 2021 | Lok. Plovdiv | Europa Ligue     | 2  | 0  | 0    | 1   | 1   |
| 2021 - 2022 | R.Antwerp FC | Europa Ligue     | 6  | 0  | 0    | 0   | 0   |
| 2022 - 2023 | R.Antwerp FC | Conférence Ligue | 4  | 2  | 0    | 0   | 0   |
| Total.      | Total.       | Total.           | 12 | 2  | 0    | 1   | 1   |

### Buts.[2]
| Buts de Dinis Almeida.* | Buts de Dinis Almeida.* | Buts de Dinis Almeida.* | Buts de Dinis Almeida.* | Buts de Dinis Almeida.* | Buts de Dinis Almeida.* | Buts de Dinis Almeida.* |
| #                       | Date                    | Adversaire              | Résultat                | Compétition             | Club                    | Details                 |
| ----------------------- | ----------------------- | ----------------------- | ----------------------- | ----------------------- | ----------------------- | ----------------------- |
| 1                       | 07 mai 2017             | Sporting Portugal       | V 1-3                   | Liga Portugal           | BSAD                    | 84e                     |
| 2                       | 17 février 2019         | AEL Larissa             | N 1-1                   | Super ligue             | Xanthi                  | 21e                     |
| 3                       | 31 mars 2019            | PAOK                    | D 1-2                   | Super ligue             | Xanthi                  | 85e                     |
| 4                       | 13 septembre 2019       | Tsarko Selo             | V 2-3                   | Parva Liga              | Lok. Plovdiv            | 51e                     |
| 5                       | 30 septembre 2019       | Vitosha Bistritsa       | V 2-3                   | Parva Liga              | Lok. Plovdiv            | 33e                     |
| 6                       | 08 novembre 2019        | Botev Vratsa            | V 2-0                   | Parva Liga              | Lok. Plovdiv            | 33e                     |
| 7                       | 29 mai 2020             | Tsarko Selo             | V 2-0                   | Amical club             | Lok. Plovdiv            | 36e                     |
| 8                       | 20 septembre 2020       | Etar                    | V 1-3                   | Parva Liga              | Lok. Plovdiv            | 45+3e                   |
| 9                       | 04 octobre 2020         | Beroe                   | V 1-3                   | Parva Liga              | Lok. Plovdiv            | 13e                     |
| 10                      | 24 octobre 2020         | Tsarko Selo             | V 0-3                   | Parva Liga              | Lok. Plovdiv            | 53e                     |
| 11                      | 28 novembre 2020        | Botev Plovdiv           | V 6-0                   | Parva Liga              | Lok. Plovdiv            | 9e                      |
| 12                      | 04 août 2022            | Lilleström              | V 1-3                   | Conférence Ligue        | R. Antwerp FC           | 5e                      |
| 13                      | 18 août 2022            | Besaksehir              | N 1-1                   | Conférence Ligue        | R. Antwerp FC           | 88e                     |

*Tableau récapitulatif des buts marqués par Almeida de 2017 - 2022.

## Palmarès
- 2019-2020 Coupe de Bulgarie[1].
- 2020 Super coupe de Bulgarie[1].